# Valentyna Lutayeva
Valentyna Ivanivna Lutayeva-Berzina (em ucraniano, Валентина Іванівна Лутаєва-Берзіна; Zaporíjia, 18 de junho de 1956 – 12 de janeiro de 2023) foi uma handebolista soviética, campeã olímpica.

## Carreira
Ela fez parte da geração soviética campeã das Olimpíada de Moscou 1980, com 5 partidas.

## Morte
Lutayeva morreu no dia 12 de janeiro de 2023, aos 66 anos.